# Blériot Aéronautique
La Blériot Aéronautique è stata un'azienda aeronautica francese fondata da Louis Blériot a Buc (Yvelines) nel 1909. Costruì anche motociclette tra il 1921 e il 1922.

## Storia
Louis Blériot, dopo esser diventato famoso per essere stato il primo a sorvolare il Canale della Manica nel 1909, fondò una società per la costruzione di aeromobili.  Questa società si affermò durante la prima guerra mondiale, tanto che venne fondata una fabbrica britannica ad Addlestone. La fabbrica costruì durante la guerra sia i Blériot sia i caccia SPAD (Société Pour L'Aviation et ses Dérivés). La fabbrica francese a Suresnes costruì dopo la guerra auto-biciclette con 2 cilindri a 2 tempi e trasmissione a cardano.
Nello stesso 1909 Blériot aveva istituito anche una scuola d'addestramento per piloti a Étampes, vicino a Rouen e ai primi dell'anno seguente una seconda scuola fu aperta a Pau. Tra il 1910 e il 1914 queste scuole sfornavano circa 1000 piloti. Nel settembre del 1910 un'altra scuola di volo fu aperta nel neo-istituito aeroporto di Hendon, nei pressi di Londra.

## Aerei
- Blériot V
- Blériot VI
- Blériot VII
- Blériot VIII
- Blériot XI
- Blériot XII
- Blériot 110
- Blériot 115
- Blériot 123
- Blériot 125
- Blériot 127
- Blériot 135
- Blériot 155
- Blériot 165
- Blériot 5190